# Las Perdices

Igreja de Las Perdices

Las Perdices é um município da província de Córdova, na Argentina.